# Innerwick (Perth and Kinross)

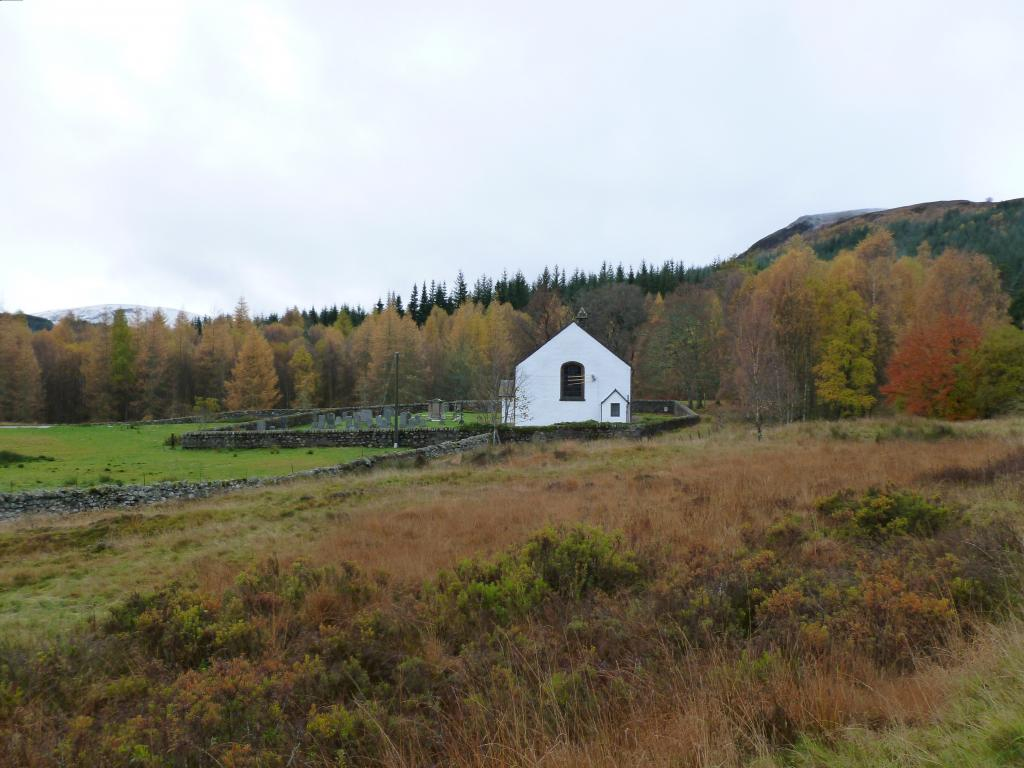
Die Kirche von Innerwick

Innerwick ist eine kleine Ortschaft, die im Norden von Schottland zwischen Inverness im Norden und Perth im Südosten in der Council Area Perth and Kinross liegt. Im Rahmen der historischen Gliederung Schottlands in Civil Parishes zählt es zu Fortingall, das zu Perthshire gehörte.

## Geographie
Innerwick liegt am Nordrand des Tales Glen Lyon. Der Ort umfasst nur wenige Häuser, die sich lose am Ostufer eines kleinen Baches, unmittelbar nördlich der Einmündung in den Fluss River Lyon verteilen.

## Historisch Bedeutsames
Im Norden des Ortes steht mit der Innerwick Church eine Kirche der Church of Scotland. Sie ist seit 1981 als Listed Building der Kategorie B ausgewiesen und steht somit unter Denkmalschutz.